# (2326) Tololo
(2301) Tololo (1965 QC) est un astéroïde de la ceinture principale, découvert le 29 août 1965 à l'observatoire Goethe Link près de Brooklyn, dans l'Indiana, nommé en l'honneur de l'observatoire interaméricain du Cerro Tololo au Chili.